# Honguemare-Guenouville
Honguemare-Guenouville ist eine französische Gemeinde mit 702 Einwohnern (Stand 1. Januar 2022) im Département Eure in der Region Normandie (vor 2016 Haute-Normandie). Sie gehört zum Arrondissement Bernay und zum Kanton Bourg-Achard. Die Einwohner werden Honguemarais genannt.

## Geographie
Honguemare-Guenouville liegt etwa 26 Kilometer westsüdwestlich von Rouen in der Landschaft Roumois. Umgeben wird Honguemare-Guenouville von den Nachbargemeinden Le Landin im Nordwesten und Norden, Barneville-sur-Seine im Norden und Osten, Bosgouet im Osten und Südosten, Bourg-Achard im Süden, Bouquetot im Südwesten und Westen sowie Hauville im Westen.
Am südöstlichen Rand der Gemeinde befindet sich das Autobahndreieck der Autoroute A13 mit der Autoroute A28.

## Bevölkerungsentwicklung
| Jahr                       | 1962 | 1968 | 1975 | 1982 | 1990 | 1999 | 2006 | 2013 | 2020 |
| Einwohner                  | 384  | 424  | 417  | 477  | 613  | 606  | 585  | 658  | 707  |
| Quellen: Cassini und INSEE |      |      |      |      |      |      |      |      |      |

## Sehenswürdigkeiten
- Kirche Notre-Dame-de-l’Assomption aus dem 12. Jahrhundert

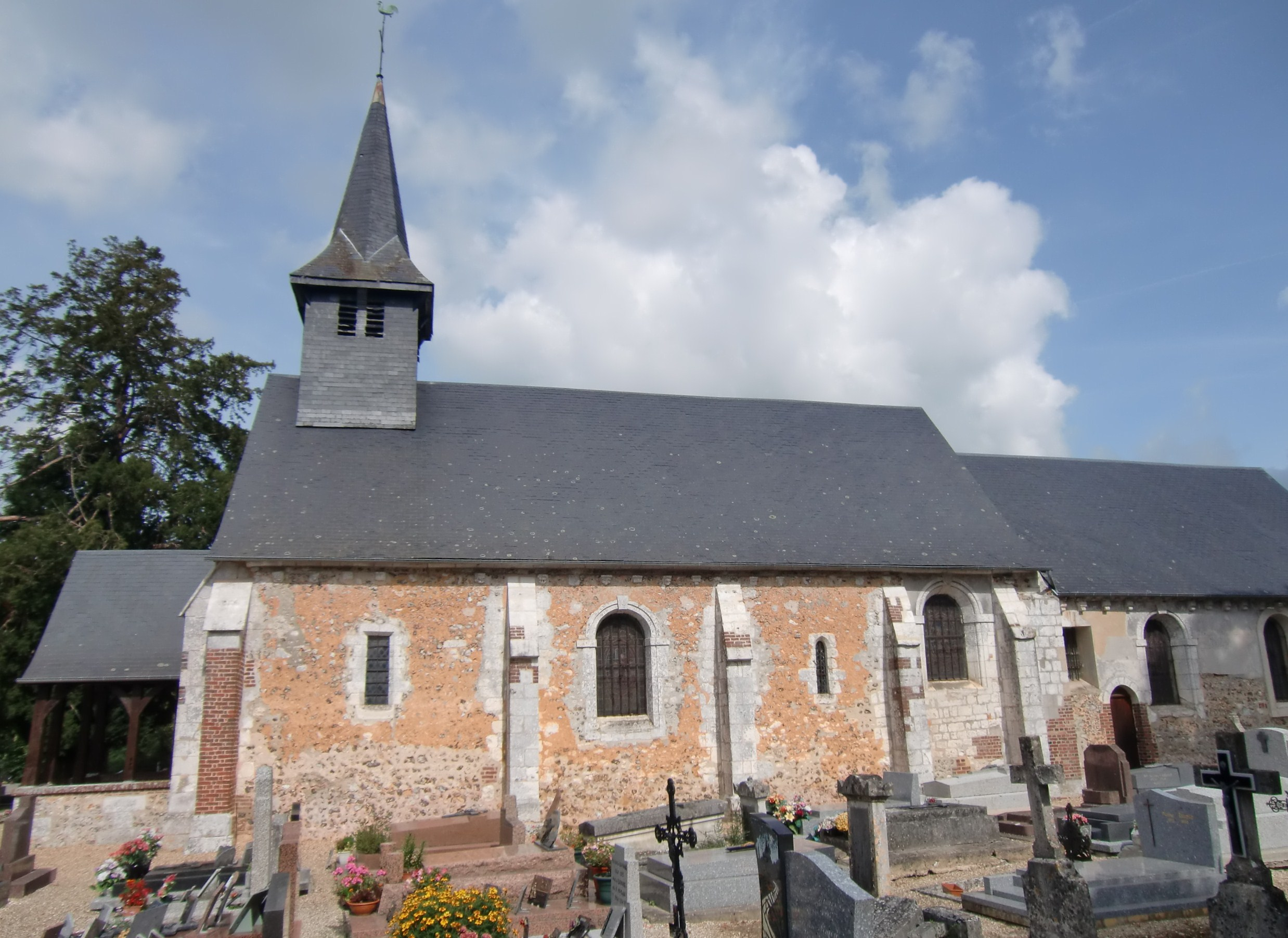
Kirche Notre-Dame-de-l’Assomption

- Schloss aus dem Jahre 1625